# Comedymänner
Comedymänner ist eine deutschsprachige Comedyshow von TV-Moderator und Comedian Stefan Büsser zusammen mit Comedy-Autoren Aron Herz und Michael Schweizer, die als wöchentlicher Podcast beim Streaminganbieter Spotify und Apple Podcast wie auch auf YouTube erscheint. Der Podcast wurde als Nachfolger des Spotify-Formates «Quotenmänner», der seine Erstausstrahlung am 5. November 2019 hatte, ins Leben gerufen. Die letzte Folge erscheint am 12. Juni 2025.
Mit über 80'000 Starts pro Woche zählt der Podcast zu den erfolgreichsten Podcasts in der Schweiz. Im Jahr 2022 waren sie zudem in der Kategorie Online für den Swiss Comedy Award nominiert.

## Geschichte
Die Idee für einen Comedy-Podcast beim Sender SRF kamen Aron Herz und Stefan Büsser während ihrer Tätigkeit bei SRF. Da sie der Auffassung waren, dass es bereits einige Podcasts mit zwei Speakern gibt, wollten sie das Setting um eine zusätzliche Person erweitern und fragten Michael Schweizer, der ebenso bei SRF arbeitete, an. Die erste Folge von «Quotenmänner» wurde am 5. November 2019 über den Online-Musikdienst Spotify und SRF veröffentlicht. Im Frühling 2020, bedingt durch die Coronapandemie, wurde der Podcast auch Live am Fernsehen bei SRF zwei ausgestrahlt. Ende August 2021 beendete Stefan Büsser seine Radiokarriere beim Schweizer Radio und Fernsehen, weshalb auch der SRF-Podcast «Quotenmänner» eingestellt wurde; die letzte Folge war am 17. Juli 2021 mit der Folge «Die Quotenmänner live aus Kreuzlingen». Jedoch kehrten die drei Autoren bereits am 6. September 2021 mit dem Podcast «Comedymänner» – losgelöst von SRF – mit der Folge «Premiere ohne Q-Wort» zurück.
Im Jahr 2022 gingen die Comedymänner auf eine Live-Tour durch die Schweiz. Dabei wurden auch unterschiedliche Gäste, unter anderem Nik Hartmann, Peach Weber, Viktor Giacobbo und Roger Schawinski eingeladen und die Tour war innert kurzer Zeit ausverkauft.

## Inhalt
Jede Folge beginnt mit der gegenseitigen Befragung «Wie geht es Euch?» und die Teilnehmenden erzählen Persönliches von der vergangenen Woche. Generelle Inhalte des Podcasts sind die aktuellen Tagesnews, Themen die präsent sind und Themen, die in der vergangenen Woche durch die Autoren erlebt wurden. Die Episoden stellen stets einen Dialog der drei Künstler dar und folgen keinem festen Schema. Der Humor ergibt sich häufig aus den Biografien und Erlebnissen der drei Moderatoren. Die einzige Rubrik, die in allen Folgen vorkommt, ist der YouTube-Kommentar der Woche.